# Висш адвокатски съвет
Висшият адвокатски съвет упражнява въховен дисциплиниран надзор над адвокатската колегия в България и работи за издигане престижа на морала на адвокатскато съсловие.

## История

### Организация
Учреден е през 1925 г. и се състои от 15 основни и 10 резервни членове, които се избират с четиригодишен мандат от общо събрание на адвокатите от страната. То се състои от представители на адвокатските колегии при норми на представителство – 1 делегат на 40 адвокати. Общото събрание избира отделно председател на Висшия адвокатски съвет, който се включва в броя на редовните му членове. Измежду тях се избират двама заместник-председатели и главен секретар. Председателят на Висшия адвокатски съвет организира и ръководи работата на Съвета и го представлява.

### Структура
Висшият адвокатски съвет свиква и провежда общо събрание на адвокатите от страната, изпълнява негови решения и дава отчет пред него, определя встъпителните и годишните вноски на адвокатите за бюджета си, издава наредби, възложени със „Закона за адвокатурата“, произнася се по жалби срещу незаконосъобразни решения на общото събрание на адвокатските колегия и по законосъобразността на избора на адвокатските съвети, произнася се по жалбите и протестите срещу постановленията на адвокатските съвети за допускането до стаж и за приемането на адвокати, води списък на адвокатите в страната, който се обнародва в „Държавен вестник“, осигурява и одобрява разходите за дейността на Висшия контролен съвет и Висшия дисциплинарен съд.
Съветът действа до 1944 г., след което е разформирован.